# Nécropole des Biarnes
La nécropole des Biarnes est un groupe d'au moins deux tumuli situé à Benon, dans le département de la Charente-Maritime en France.

## Historique
En 1842, René Primevère Lesson a signalé de manière imprécise deux monuments qui pourraient correspondre à ces deux tumuli qui ne furent identifiés qu'en 1981.

## Description
Les deux tumuli sont orientés nord-nord-est/sud-sud-ouest. Ils sont distants d'environ 35 m. Les tumuli présentent des similitudes mais aussi des différences. Il s'agit de deux tumuli allongés. Le tumulus A, le plus grand des deux, mesure 35 × 18 m ; le tumulus B mesure 30 × 15 m. Leur hauteur est sensiblement la même, environ 2,50 m ; mais le tumulus A est plus élevé au nord qu'au sud, alors que c'est l'inverse pour le tumulus B. Aucun fossé n'est visible autour du tumulus A mais il existe une dépression du côté nord-ouest. Le tumulus B est bordé d'un fossé sur chacun des longs côtés, les dimensions du fossé sont comparables à celles des carrières d'extraction du tumulus A de Champ Châlon I.
Chacun de ces deux tumuli comporte un trou en surface ; pour le tumulus A, ce trou est d'environ 5 m de diamètre sur 1,30 m de profondeur ; pour le tumulus B, il est d'environ 2,50 m de diamètre sur 0,50 m de profondeur. Ils ont été creusés à une époque inconnue, probablement pour extraire des pierres destinées à la construction de routes. Aucun des tumuli n'a fait l'objet d'une fouille archéologique officielle.
Frédéric Bouin a signalé un troisième tumulus, isolé à environ 280 m à l'est/nord-est des deux premiers, de forme circulaire, d'une dizaine de mètres de diamètre pour une hauteur de 0,75 m. Rien n'indique que ce tumulus appartienne au même groupe ni à la même période de construction que les deux autres.